# Epinannolene convexus
Epinannolene convexus är en mångfotingart som beskrevs av Loomis 1936. Epinannolene convexus ingår i släktet Epinannolene och familjen Epinannolenidae. Inga underarter finns listade i Catalogue of Life.